# Bayerische B X
Die Dampflokomotiven der Gattung B X der Königlich Bayerischen Staatsbahn waren ab 1890 gebaute Schnellzuglokomotiven in Bayern.

## Beschreibung
Die Fahrzeuge hatten einen Innenrahmen, die Zylinder lagen hinter der Laufachse, und die Dampfeinströmrohre verliefen vor dem Kessel. Sie besaßen ein führendes Krauss-Helmholtz-Lenkgestell und Heusinger-Steuerung, das Verbundtriebwerk war mit Lindnerschem Anfahrventil ausgeführt. Die Kesselmitte lag bei 2.165 mm über Schienenoberkante. Zwölf Maschinen wurden mit Verbundtriebwerk geliefert, zwei mit einfachen Zwillingstriebwerken, die aber 1896 ebenfalls auf Verbundwirkung umgebaut wurden. Alle Fahrzeuge wurden von der Deutschen Reichsbahn übernommen und zwischen 1922 und 1924 ausgemustert. Nach dem vorläufigen Umzeichnungsplan von 1923 waren für die noch vorhandenen B X die Betriebsnummern 34 7501 bis 7513 vorgesehen, im endgültigen Umzeichnungsplan waren die Fahrzeuge nicht mehr enthalten. Die Fahrzeuge wurden mit Schlepptendern der Bauart bay 3 T 12 gekuppelt.